# Neopalachia peruana
Neopalachia peruana är en stekelart som beskrevs av Boucek 1998. Neopalachia peruana ingår i släktet Neopalachia och familjen gallglanssteklar.
Artens utbredningsområde är Peru. Inga underarter finns listade i Catalogue of Life.